# Ronde van Burgos 2024 (mannen)
De 46e editie van de Ronde van Burgos voor mannen vond plaats van 5 tot 9 augustus. De wedstrijd maakt deel uit van de UCI ProSeries 2024. De Sloveen Primož Roglič was de titelverdediger en werd opgevolgd door de Amerikaan Sepp Kuss.

## Deelnemende ploegen
| UCI World Tour teams (13) | UCI World Tour teams (13)                                                                                         | UCI ProTeams (7)                                                      | UCI ProTeams (7)                                                |
| --- | --- | --------------------------------------------------------------------- | --------------------------------------------------------------- |
| Astana Qazaqstan Team Bahrain-Victorious Decathlon AG2R La Mondiale EF Education-EasyPost Groupama-FDJ INEOS Grenadiers Lidl-Trek | Movistar Team Red Bull-BORA-hansgrohe dsm-firmenich PostNL Team Jayco AlUla Visma\|Lease a Bike UAE Team Emirates | Burgos-BH Caja Rural-Seguros RGA Equipo Kern Pharma Euskaltel-Euskadi | Q36.5 Pro Cycling Team Team Polti Kometa Tudor Pro Cycling Team |

## Etappe-overzicht
| Etappe | Datum      | Start                 | Finish             | Type                | Afstand | Winnaar       | Klassementsleider |
| ------ | ---------- | --------------------- | ------------------ | ------------------- | ------- | ------------- | ----------------- |
| 1      | 5 augustus | Vilviestre del Pinar  | Burgos             | Heuvelrit           | 168 km  | Pavel Bittner | Pavel Bittner     |
| 2      | 6 augustus | Valle de Mena         | Ojo Guareña        | Heuvelrit           | 161 km  | Caleb Ewan    | Caleb Ewan        |
| 3      | 7 augustus | Gumiel de Izán        | Lagunas de Neila   | Bergrit             | 138 km  | Sepp Kuss     | Sepp Kuss         |
| 4      | 8 augustus | Santa María del Campo | Pampliega          | Individuele tijdrit | 18,5 km | Jay Vine      | Sepp Kuss         |
| 5      | 9 augustus | Frías                 | Condado de Treviño | Heuvelrit           | 156 km  | Pavel Bittner | Sepp Kuss         |

## Klassementenverloop
| Etappe       | Winnaar       | Algemeen klassement · | Puntenklassement · | Bergklassement ·    | Jongerenklassement · | Ploegenklassement   |
| ------------ | ------------- | --------------------- | ------------------ | ------------------- | -------------------- | ------------------- |
| 1            | Pavel Bittner | Pavel Bittner         | Pavel Bittner      | Diego Pablo Sevilla | Pavel Bittner        | Movistar Team       |
| 2            | Caleb Ewan    | Caleb Ewan            | Caleb Ewan         | Diego Pablo Sevilla | Pavel Bittner        | Lidl-Trek           |
| 3            | Sepp Kuss     | Sepp Kuss             | Pavel Bittner      | Diego Pablo Sevilla | Max Poole            | Equipo Kern Pharma  |
| 4            | Jay Vine      | Sepp Kuss             | Edoardo Affini     | Diego Pablo Sevilla | Max Poole            | Visma\|Lease a Bike |
| 5            | Pavel Bittner | Sepp Kuss             | Pavel Bittner      | Diego Pablo Sevilla | Max Poole            | Visma\|Lease a Bike |
| 0Eindstanden | 0Eindstanden  | Sepp Kuss             | Pavel Bittner      | Diego Pablo Sevilla | Max Poole            | Visma\|Lease a Bike |

Mannen:
1946 · 1947 · 1948–1980 · 1981 · 1982 · 1983 · 1984 · 1985 · 1986 · 1987 · 1988 · 1989 · 1990 · 1991 · 1992 · 1993 · 1994 · 1995 · 1996 · 1997 · 1998 · 1999 · 2000 · 2001 · 2002 · 2003 · 2004 · 2005 · 2006 · 2007 · 2008 · 2009 · 2010 · 2011 · 2012 · 2013 · 2014 · 2015 · 2016 · 2017 · 2018 · 2019 · 2020 · 2021 · 2022 · 2023 · 2024 · 2025
Vrouwen:
2015 · 2016 · 2017 · 2018 · 2019 · 2020 · 2021 · 2022 · 2023 · 2024 · 2025
Ronde van Valencia ·
Figueira Champions Classic ·
Ronde van Oman ·
Clásica de Almería ·
Ronde van de Algarve ·
Ruta del Sol ·
Ardèche Classic ·
Drôme Classic ·
Kuurne-Brussel-Kuurne ·
Trofeo Laigueglia ·
Nokere Koerse ·
Milaan-Turijn ·
GP Denain ·
Bredene Koksijde Classic ·
Grote Prijs Miguel Indurain ·
Scheldeprijs ·
Brabantse Pijl ·
Ronde van de Alpen ·
Ronde van Turkije ·
Grote Prijs van Plumelec ·
Tro Bro Léon ·
Ronde van Hongarije ·
Vierdaagse van Duinkerke ·
Boucles de la Mayenne ·
Ronde van Noorwegen ·
Circuit Franco-Belge ·
Brussels Cycling Classic ·
Dwars door het Hageland ·
Ronde van België ·
Ronde van Slovenië ·
Ronde van het Qinghaimeer ·
Ronde van Wallonië ·
Arctic Race of Norway ·
Ronde van Burgos ·
Ronde van Denemarken ·
Ronde van Duitsland ·
Maryland Cycling Classic ·
Ronde van Groot-Brittannië ·
Grote Prijs van Fourmies ·
GP Industria & Artigianato-Larciano ·
Coppa Sabatini ·
Grote Prijs van Wallonië ·
Ronde van Luxemburg ·
Super 8 Classic ·
Ronde van Langkawi ·
Ronde van het Münsterland ·
Ronde van Emilia ·
Parijs-Tours ·
Coppa Bernocchi ·
Ronde van de Drie Valleien ·
Ronde van Piemonte ·
Ronde van het Taihu-meer ·
Ronde van Veneto ·
Japan Cup ·
Veneto Classic